# Vườn quốc gia Wilsons Promontory
Vườn quốc gia Wilsons Promontory thường được gọi là Wilsons Prom hoặc The Prom, là một vườn quốc gia nằm ở vùng nông thôn Gippsland, thuộc tiểu bang Victoria, Úc. Nó cách 157 kilômét (98 mi) về phía đông nam của Melbourne.
Với diện tích 50.500 hécta (125.000 mẫu Anh), đây là vườn quốc gia cực nam trên lục địa Úc nổi tiếng với những khu rừng nhiệt đới, bãi biển và động vật hoang dã phong phú. Nó bao gồm phần phía nam của bán đảo Wilsons Promontory là nơi có Cực Nam trên đất liền của Úc. Hải đăng Wilsons Promontory nằm ở góc đông nam của bán đảo cũng là ngọn hải đăng ở cực nam của lục địa Úc và đã hoạt động liên tục từ năm 1859. Vườn quốc gia rất nổi tiếng với những người đi du lịch bụi và cắm trại, với một số nhà nghỉ và khu cắm trại có đầy đủ dịch vụ nằm gần cửa sông Tidal.

## Lịch sử
Người Úc bản địa đã chiếm đóng khu vực này ít nhất 6.500 năm trước dựa trên các hồ sơ khảo cổ học. Những người châu Âu đầu tiên thấy Wilsons Promontory được cho là nhà thám hiểm Anh George Bass và Matthew Flinders vào năm 1798. Việc săn hải cẩu trong khu vực diễn ra rộng rãi trong thế kỷ 19, đến nỗi không còn tìm thấy những con hải cấu tại đó nữa.
Quá trình vận động hành lang của Hiệp hội Các nhà tự nhiên học của Victoria và Hiệp hội Hoàng gia Victoria với những đóng góp quan trọng của nhà khoa học người Anh Arthur Henry Shakespeare Lucas đã dẫn đến việc Chính phủ Victoria tạm thời công nhận nó là một vườn quốc gia vào năm 1898, và chính thức vào năm 1908.
Wilsons Promontory được sử dụng làm khu vực huấn luyện biệt kích trong Chiến tranh thế giới lần thứ hai. Đài tưởng niệm những người lính biệt kích đã thiệt mạng trong Thế chiến hai đặt tại khu cắm trại Tidal River.
Phần lớn vườn quốc gia đã bị thiêu rụi vào tháng 4 năm 2005 bởi một trận cháy rừng lớn trong điều kiện thời tiết ấm và gió khiến chúng khó kiểm soát. Cháy rừng tại Victoria 2009 khiến 50% diện tích của vườn quốc gia bị thiệt hại nặng nề.